# Island Falls (Maine)
Island Falls – miasto w Stanach Zjednoczonych, w stanie Maine, w hrabstwie Aroostook.